# Andreaskyrkan, Mjölby
Andreaskyrkan är en kyrkobyggnad i Mjölby, Mjölby kommun. Kyrkan tillhör Andreasförsamlingen.

## Historik
Andreasförsamlingen hade fram till 1993 två kyrkor (Missionskyrkan, Mjölby och Baptistkyrkan, Mjölby), då den nuvarande Andreaskyrkan byggdes. Missionskyrkan såldes och Baptistkyrkan revs. Andreaskyrkan byggdes på den plats där Baptistkyrkan tidigare hade stått. Kyrkan invigdes i januari 1994.

## Inventarier
- Ljusbärare tillverkad av Asps konstsmide, Skänninge. Hängde tidigare i frontgaveln på Missionskyrkans frontgavel. Den gjordes om till en ljusbärare av smeden Lennart Jansson, Sjökumla.
- Madonna som föreställer Maria. Den är snidad och tillverkad av Uno Davidsson, Skeda.
- Gyllne regeln. Den är snidad och tillverkad av Vilhelm Björnmo, Norrköping. Tavlan skänktes vid kyrkans invigning 1994. Tavlans motiv är hämtat ur Matteusevangeliet 7:12.
- Gobeläng som är tillverkad av Märtha Grahn. Den skänktes till den tidigare Missionskyrkans invigning 1964.[3]